# Dragoș Neagu
Dragoș Neagu (ur. 28 lutego 1967 w Bukareszcie) – rumuński wioślarz. Srebrny medalista olimpijski z Seulu.
Brał udział w dwóch igrzyskach (IO 88, IO 92). W 1988 zajął drugie miejsce w dwójce bez sternika, wspólnie z nim płynął Dănuț Dobre. Zdobył trzy srebrne medale mistrzostw świata, w dwójce bez sternika (1987), dwójce ze sternikiem (1989) i czwórce ze sternikiem (1991). W 1994 był brązowym medalistą tej imprezy w ósemce.